# أونينلاغات
الأونينلاغات (الاسم العلمي:†Unenlagiidae) هي فصيلة منقرضة من نظيرات الطيور تتبع أصنوفة العظايا الراكضة الحقيقية التي التي تشمل الأسرتين الأونينلاغاوات وخاطفات هالشكا. في حين تم تصنيف أعضاء هذه المجموعة تقليديًا على أنهم تحت فصائل (أسر) من العظايا الراكضة، إلا أنه منذ 2010 كانت هناك دراسات لاحقة تشكك في موضعهم. وضع البعض الأونينلاغات كأصنوفة شقيقة لطيريات الأجنحة، بينما وضعهم آخرون على أنهم مخلبيات رهيبة قاعدية خارج العظايا الراكضة والمسننات الجارحة.